# Chris Dickens
Christopher Dickens é um montador de cinema e televisão britânico com créditos em mais de 25 filmes. Seu trabalho em Slumdog Millionaire (2008), dirigido por Danny Boyle, lhe concedeu o Oscar de melhor edição, BAFTA por melhor edição e o American Cinema Editors Award.
Dickens se formou na Bournemouth Film School em 1990. Ele trabalhou na televisão por vários anos, incluindo um tempo com Edgar Wright na série de televisão Spaced. Dickens subsequentemente editou o primeiro grande filme de Wright, Shaun of the Dead (2004). Ele trabalhou novamente com Wright em Hot Fuzz (2007).
A edição de Dickens em Slumdog Millionaire foi discutida por vários críticos. Peter Caranicas escreveu, "'Slumdog' possui uma complexa estrutura que mescla três diferente histórias em uma única linha, possibilitando uma narrativa rica."